# 重酒石酸
重酒石酸（じゅうしゅせきさん、英: Bitartrate）は、酒石酸の共役塩基であるアニオンである。酒石酸の塩またはモノエステルを指すこともある。
重酒石酸の例としては、以下のものがある。
- 重酒石酸コリン
- 重酒石酸システアミン
- 重酒石酸ジヒドロコデイン
- 重酒石酸ジメチルアミノエタノール
- 重酒石酸ヒドロコドン
- 重酒石酸メタラミノール
- 重酒石酸ノルエピネフリン
- 酒石酸水素カリウム
- 重酒石酸ナトリウム